# Gnadenstuhl (Bibel)

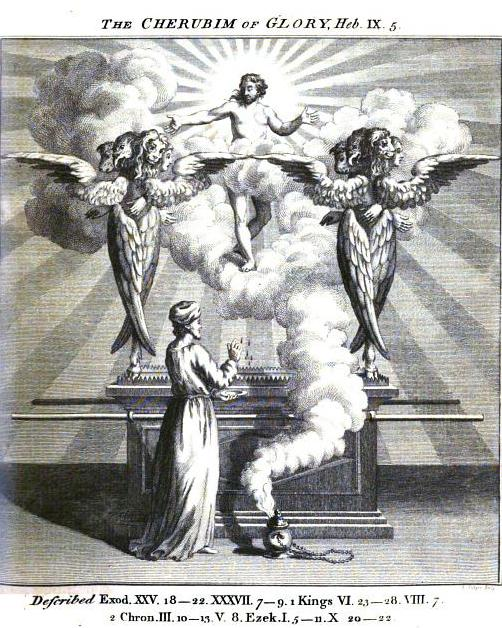
Der auferstandene Christus thronend über der Bundeslade, zwischen den Cherubim (Julius Bate: A new and literal translation, from the Hebrew, of the Pentateuch of Moses, and of the historical books of the Old Testament, to the end of the second book of Kings, 1773)

Gnadenstuhl, auch Gnadenthron, ist eine Wortprägung Martin Luthers in seiner Bibelübersetzung. Sie war in der Frühen Neuzeit über Konfessionsgrenzen hinweg ein wichtiges religiöses Konzept. 
Luthers Begriffsprägung Gnadenstuhl ist von dem „Thron der Gnade“ in Hebr 4,16  angeregt; Stuhl war im Frühneuhochdeutschen keine alltägliche, sondern eine herrscherliche Sitzgelegenheit. Die Zürcher Bibel von 1531 übernahm Luthers Wortprägung als Gnadenstuol. In William Tyndales englischer Bibel findet sich eine Lehnübersetzung: seate of mercy (in modernen englischen Bibeln: mercy seat).
Erst 1897 wurde der Begriff Gnadenstuhl mit anderer Bedeutung in die Kunstgeschichte eingeführt: Franz Xaver Kraus bezeichnete damit eine seit dem Hochmittelalter in Lateineuropa übliche Trinitätsdarstellung.

## Gnadenstuhl in der Lutherbibel

### Altes Testament:kapporæt
In der Hebräischen Bibel ist כַּפֹּרֶת kapporæt ein priesterlicher Fachbegriff für ein goldenes Kultobjekt im Allerheiligsten des Mischkan (Luther: „Stiftshütte“). Das Substantiv ist abgeleitet von der Verbalwurzel k-p-r, die im Piel allgemein „bedecken, zudecken, sühnen“ bedeutet, im priesterlichen Schrifttum „eine kultische Sühnehandlung vollziehen.“
JHWH selbst ist über der kapporæt anwesend gedacht. Dieser maximal heilige Kultgegenstand in Gestalt einer goldenen Platte mit zwei Cheruben an den Seiten liegt auf der Bundeslade, ohne doch ein Teil von ihr zu sein. Die kapporæt hat die gleichen Maße wie die Lade (2 ½ Ellen lang, 1½ Ellen breit) und bedeckt diese genau. Nach Bernd Janowski dient die Lade hier als „kastenförmiger Sockel oder Untersatz der kapporæt“: Da das ganze Heiligtum zerlegbar und transportabel gedacht ist, die Kapporet aber keinesfalls berührt werden darf, befindet sie sich auf der Lade.
Einmal im Jahr, am Jom Kippur betritt der Hohepriester das Allerheiligste und sprengt das Blut zweier Opfertiere in Richtung auf die kapporæt. Dieses Ritual versöhnt Israel mit seinem Gott.
In der Septuaginta wird כַּפֹּרֶת kapporæt durch ἱλαστήριον hilastḗrion übersetzt, d. h. ein Ort oder ein Mittel, durch das die Gottheit gnädig gestimmt wird. Die Vulgata bezeichnet das goldene Kultobjekt als propitiatorium. In Luthers Biblia Deudsch wird kapporæt als Gnadenstuel übersetzt; dies wurde auch in der Revision von 2017 beibehalten.

### Neues Testament:hilastḗrion

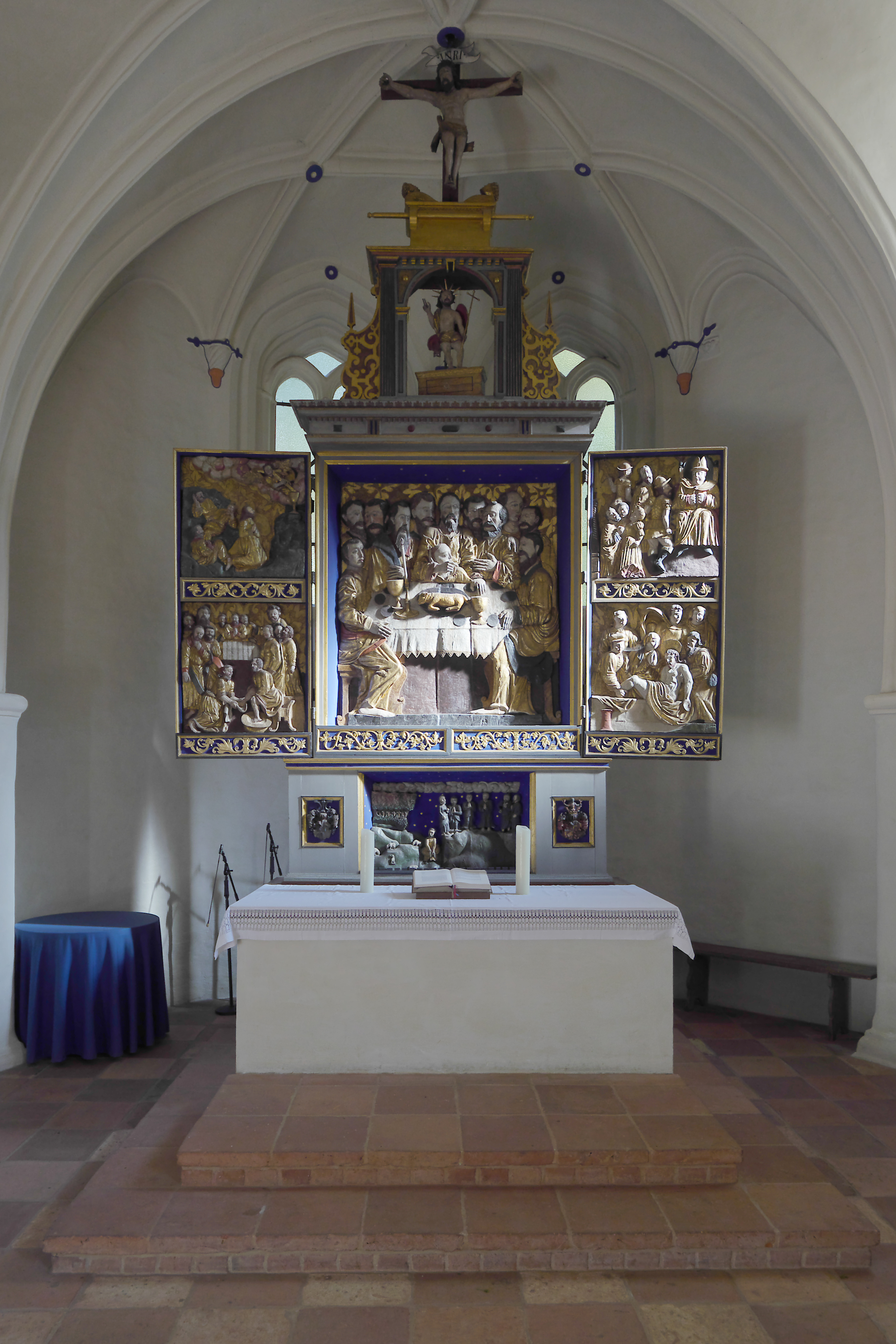
Kruzifix über der Bundeslade (Altarretabel der Dorfkirche Kleinmachnow, 1599)

Im griechischen Neuen Testament kommt ἱλαστήριον hilastḗrion zweimal vor; wieder übersetzt die Vulgata mit propitiatorium und die Biblia Deudsch mit Gnadenstuel:
- Röm 3,25–26 LUT: „[Christus Jesus] hat Gott für den Glauben hingestellt zur Sühne in seinem Blut (1545: Welchen Gott hat furgestellet zu einem Gnadenstuel / durch den Glauben in seinem Blut) zum Erweis seiner Gerechtigkeit, indem er die Sünden vergibt, die früher begangen wurden in der Zeit der Geduld Gottes, um nun, in dieser Zeit, seine Gerechtigkeit zu erweisen, auf dass er allein gerecht sei und gerecht mache den, der da ist aus dem Glauben an Jesus.“
- Hebr 9,4–5 LUT: „Darin [= im Allerheiligsten] waren das goldene Räuchergefäß und die Bundeslade, ganz mit Gold überzogen; in ihr waren der goldene Krug mit dem Manna und der Stab Aarons, der gegrünt hatte, und die Tafeln des Bundes. Oben darüber aber waren die Cherubim der Herrlichkeit, die überschatteten den Gnadenort (1545: den Gnadenstuel). Von diesen Dingen ist jetzt nicht im Einzelnen zu reden.“

Was Paulus mit dem hilastḗrion in Röm 3,25  meinte, ist unsicher. Eine bis auf Origenes zurückgehende, bis heute vertretene Interpretation ist, dass Paulus Christus typologisch mit der goldenen Deckplatte über der Bundeslade (= kapporæt) gleichsetzte. Anders Nygren formulierte es so: „Ebenso wie Gott früher seine Gnadengegenwart am Gnadenstuhl offenbarte, so hat er sie jetzt endgültig in Christus, vor allem in seinem Kreuzestod offenbart. Und ebenso wie das auf den Gnadenstuhl gesprengte Blut zur Versöhnung des Volkes führte, so ist die Versöhnung der Welt ein für allemal an den Kreuzestod Christi geknüpft, an die Versöhnung in seinem Blut.“ Dagegen erhob Eduard Lohse Einwände: Im Kontext des Römerbriefs komme das hilastḗrion völlig unvermittelt, ohne dass der Leser einen Hinweis erhalte, dass es um ein Blutritual am Jom Kippur gehen soll. Der Vergleich Christi mit der kapporæt werde außerdem dadurch schief „daß ja eben das Blut Christi an die Kapporet, die er selbst wäre, gesprengt werden müßte.“ Das ist aber laut Ulrich Wilckens zu modern gedacht.
Die Lutherbibel von 1912 und ebenso die Nachkriegs-Textfassung von 1956 hatten den „Gnadenstuhl“ im Neuen Testament noch an drei Stellen: Röm 3,25 , Hebr 4,16  und Hebr 9,5 . Die Revisoren der Lutherbibel 1984 änderten Röm 3,25 („Sühne“) und Hebr 4,16 („Thron der Gnade“), beließen aber den „Gnadenstuhl“ in Hebr 9,5. Im Neuen Testament der Lutherbibel 2017 kommt der Begriff „Gnadenstuhl“ nicht mehr vor.

## Wirkungsgeschichte

### Luthers Predigten
Luther selbst nutzte in Predigten mehrfach die durch seine Übersetzung geschaffene Möglichkeit, Gesetz und Evangelium durch „Richt(er)stuhl“ und „Gnadenstuhl“ zu kontrastieren. Der Mensch, der sich vor dem Richterstuhl Gottes schuldig bekennen müsse, könne an Gottes Gnadenstuhl appellieren. Um so schlimmer, wenn er in Unkenntnis des Evangeliums vor dem Richterstuhl Gottes verzweifle und den Weg zum Gnadenstuhl nicht finde.

### Johannes Brenz’ Interpretation der Stiftshütte und ihrer Geräte
Johannes Brenz war ein Parteigänger Luthers im Südwesten des Reichs. Im Jahr 1538 hatte er eine theologische Professur an der Universität Tübingen inne. Er nutzte die Auslegung des Buchs Exodus, um bei Themen, die zwischen Wittenberger und Schweizer Reformatoren strittig waren, für die Position Luthers zu werben: für die Beibehaltung von Bildern in den Kirchen trotz Geltung des Bilderverbots, für liturgische Gewänder, Psalmodie und eine nicht sakramental verstandene Priesterweihe. Der Bau der Stiftshütte, ihre Kultgegenstände und ihre Riten sind für Brenz Vorabschattungen der Christusoffenbarung. Für den Christen sei es nützlich, sich in die Beschreibung dieser Kultobjekte und Zeremonien im Alten Testament zu vertiefen, weil ihre geistliche Deutung erfreulich sei und der Erkenntnis Christi diene.
Bundeslade und Gnadenstuhl sind in Brenz’ Deutung so aufeinander bezogen, dass die Lade den Gnadenstuhl trägt und der Gnadenstuhl der Deckel der Lade ist. Der Gnadenstuhl ist ebenso wie der brennende Dornbusch und die Wolke ein Ort der Kommunikation Gottes mit Mose. Aufgrund des Sakramentsverständnisses des Augustinus von Hippo (accedit verbum ad elementum, et fit sacramentum), das Brenz ebenso wie Luther teilte, konnte Brenz dem Wort Gottes, das Mose hier empfing, konsekratorische Qualität zumessen und den Gnadenstuhl zum Sakrament erklären.
Brenz’ Exoduskommentar wurde durch Sebastian Coccyus ins Deutsche übersetzt (Das ander Buch Mosi, Exodus genant: vormals durch Johansen Brentzen in lateinischer sprach außgelegt ietzund vertewtscht durch Sebastian Coccium, 1540). Die breite Rezeption begann im lutherischen Raum, ging aber bald darüber hinaus:
- Johann Draconites: Vom Gnadenstuel: / JESV CHRJSTO (1548);
- Johann Cogeler: Imagines Elegantissimae (1558);
- Cyriacus Spangenberg: In Sacri Mosis Pentateuchum [...] Tabulae CCVI (1563).

Heinrich Bullinger war in seinem Exodus-Kommentar im steten Gespräch mit Brenz, dem er bei der Interpretation verschiedener Kultgegenstände folgte; beim Gnadenstuhl jedoch zeigten sich die Unterschiede zwischen Wittenberger und Schweizer Reformation: „Thematisierte Brenz die besondere, sakramentale und kommunikative Gegenwart Gottes am Gnadenstuhl (im Gegenüber zur Ubiquität Gottes), so interpretierte Bullinger das Motiv des Gnadenstuhls durch das für seine Bundestheologie wichtigste Wort aus Mt 17,5 .“
Der Mainzer Domprediger Johann Wild (Ferus), ein Franziskaner, war ein vielgelesener altgläubiger Bibelkommentator, bis sein Gesamtwerk unter Papst Sixtus V. auf den Index gesetzt wurde. Seine Auslegung der Kultgeräte in der Stiftshütte ist eine kunstvolle Verschränkung von Zitaten aus Brenz’ Kommentar mit einem Abschnitt aus De sancta Trinitate et operibus eius des Rupert von Deutz.

### Der Gnadenstuhl als Zentrum des Gottesdienstes
Das Gespräch des auferstandenen Christus mit den Jüngern unterwegs auf dem Weg nach Emmaus (Lukasevangelium, Kapitel 24) diente lutherischen Theologen als Anregung, das Alte Testament typologisch auszulegen. Hatte doch bereits Luther in einer Marginalie der Biblia Deudsch zu Ex 25,9  vermutet, Christus habe den beiden Jüngern die Einrichtung der Stiftshütte erläutert, und Urbanus Rhegius hatte 1537 einen fiktiven Dialog mit seiner Frau Anna veröffentlicht, in dem ausgehend von der Emmaus-Perikope der Gnadenstuhl typologisch auf Christus gedeutet wurde.
Als Kantatendichter verband Benjamin Schmolck das Pilgermotiv der Emmaus-Erzählung mit dem Gnadenstuhl als dem Ziel der Pilgerreise. Da der Gläubige selbst als Tempel Gottes verstanden werden kann, bezeichnet der Gnadenstuhl auch die Präsenz Christi im eigenen Herzen, wie Salomo Glassius in einer Predigt zu Psalm 80 erläuterte.

### Barockmusik
Johann Sebastian Bach bezog sich in einer Kantate seines Weihnachtsoratoriums auf das Gnadenstuhl-Motiv:
„Fallt mit Danken, fallt mit Loben

Vor des Höchsten Gnadenthron!

Gottes Sohn

Will der Erden

Heiland und Erlöser werden,

Gottes Sohn

Dämpft der Feinde Wut und Toben.“
Dieser IV. Teil des Weihnachtsoratoriums ist zur Aufführung am Neujahrstag vorgesehen, dem Fest der Beschneidung und Namengebung Christi. Der Bezug zum Gnadenstuhl ergibt sich dadurch, dass zeitgenössische Predigten das bei der Beschneidung erstmals vergossene Blut Christi thematisierten.
In Bachs Johannes-Passion findet sich folgender nicht als Kirchenlied nachweisbarer Choral, der auf Röm 3,25  anspielt:
„Durch dein Gefängnis, Gottes Sohn,

muß uns die Freiheit kommen,

dein Kerker ist der Gnadenthron,

die Freistatt aller Frommen;

denn gingst du nicht die Knechtschaft ein, 

müßt unsre Knechtschaft ewig sein.“
Den Wunsch, „vor den Gnadenstuhl zu treten“ enthält die Kantate Erfreute Zeit im neuen Bunde (BWV 83). In der Kantate zur Orgelweihe Höchsterwünschtes Freudenfest (BWV 194) heißt es: „Lass dir dies Haus gefällig sein, es sei dein Angesicht / Ein wahrer Gnadenstuhl, ein Freudenlicht“.
Im Evangelischen Gesangbuch findet sich das 1665 in Leipzig gedruckte Weihnachtslied Wunderbarer Gnadenthron von Johann August Olearius. Als Metapher für Christus kommt Gnadenthron auch in Martin Schallings 1569 geschriebenem Choral Herzlich lieb hab ich dich, o Herr vor (EG 397). Er wurde unter anderem von Heinrich Schütz in der Geistlichen Chormusik vertont. Johann Sebastian Bach wiederum gebrauchte die dritte Strophe dieses Chorals als Abschluss seiner Johannes-Passion: 
"Ach Herr, lass dein lieb’ Engelein

am letzten End die Seele mein

in Abrahams Schoß tragen.

Der Leib in seim Schlafkämmerlein

gar sanft ohn alle Qual und Pein

ruh bis zum Jüngsten Tage.

Alsdann vom Tod erwecke mich,

dass meine Augen sehen dich

in aller Freud, o Gottes Sohn,

mein Heiland und mein Gnadenthron.

Herr Jesu Christ, erhöre mich, erhöre mich.

Ich will dich preisen ewiglich."
Damit spielt Bach auf die Königstheologie des Johannesevangeliums an, die er in der Johannespassion von Anfang an besonders hervorhebt. Schon die Wahl des Textes für den Eingangschor „Herr, unser Herrscher“ ist eben kein Trauertext (wie z. B. „Kommt, ihr Töchter, helft mir klagen“ in der Matthäus-Passion), sondern dient der Verherrlichung des Königs Jesus.

### Kirchenraum

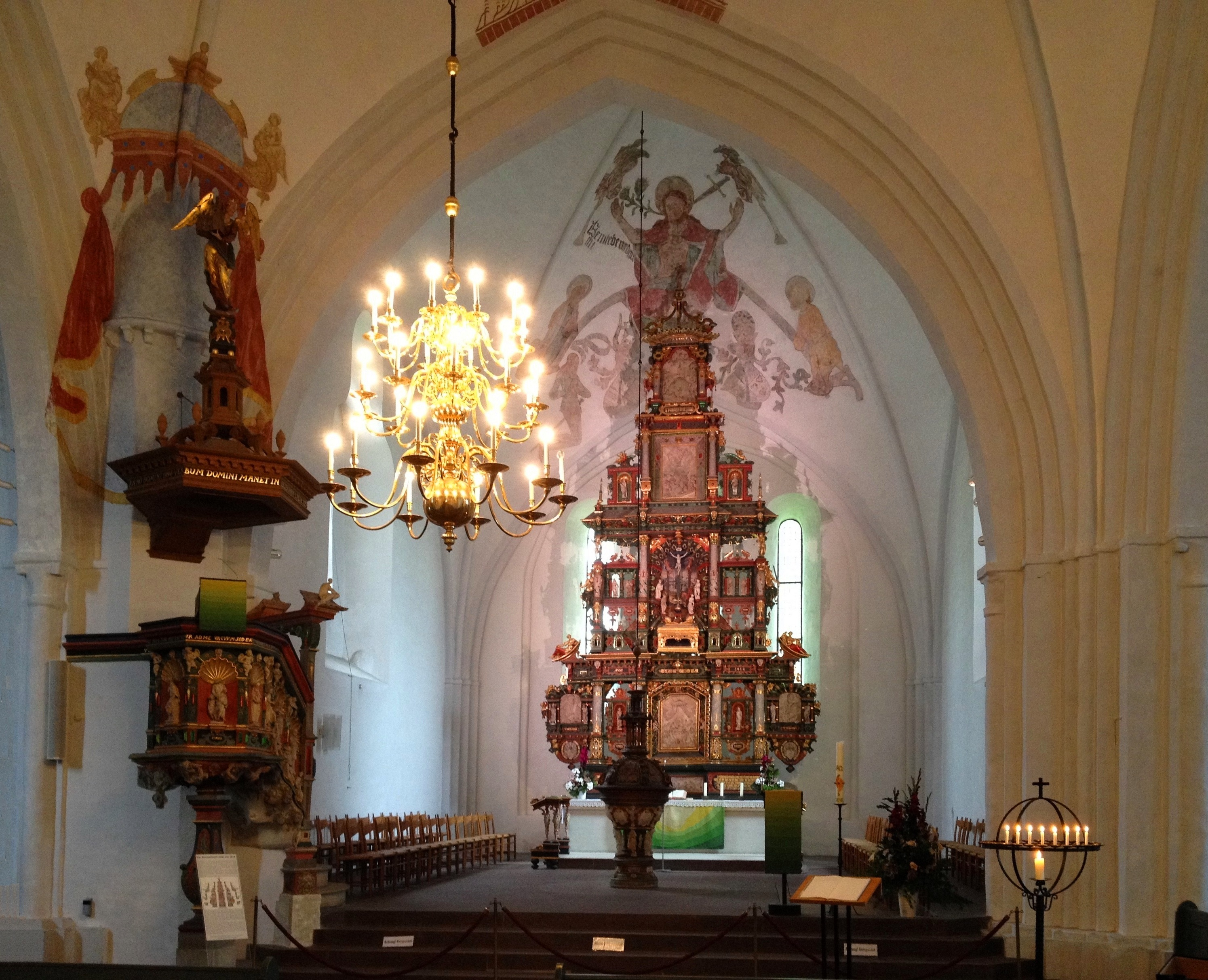
Altarretabel Schlosskirche Varel (1614)

Der Gnadenstuhl als Zentrum des Gottesdienstes war geeignet, Altes und Neues Testament miteinander zu verbinden. So wie Gott in Israel am Gnadenstuhl in der Stiftshütte gegenwärtig gewesen sei, nahm man an, dass er in den Gnadenmitteln des eigenen Gottesdienstes gegenwärtig sei. „Die Gebote, Gott am Gnadenstuhl zu verehren, sich zum Gnadenstuhl im Gebet zu wenden etc., betreffen in gleicher Weise die christliche Gemeinde wie die Verheißungen, dass Gott vom Gnadenstuhl die Gebete erhört, sich offenbart und die Sünden vergibt.“
Das Motiv des Gnadenstuhls, d. h. Christus über der Bundeslade, findet man auf barocken und manieristischen Altarretabeln lutherischer Kirchen. Es gehörte beispielsweise zum Bildrepertoire Ludwig Münstermanns, der mehrere Kirchen des Oldenburger Landes ausstattete. Das Retabel in der Schlosskirche Varel ist ein Hauptwerk Münstermanns: „In der allein räumlich-malerisch und plastisch dargestellten Kreuzigung mit der übergroß davorgestellten ganzvergoldeten Bundeslade überlagern sich die Bildprogramme ‚Gesetz und Gnade‘ und ‚Gnadenstuhl‘ als theologisch-sinnbildhafte Mitte der Komposition.“